# رحلة ابن جبير
رحلة ابن جبير أو تذكرة بالأخبار عن اتفاقات الأسفار هو كتاب في أدب الرحلات لمحمد ابن جبير الأندلسي.

## رحلات ابن جبير
قام ابن جبير بثلاث رحلات إلى المشرق، لم يترك لنا من ذكرها إلا حديثه عن رحلته الأولى.
- الرحلة الأولى: بدأها من غرناطة سنة 579هـ وعاد إليها سنة 581 هـ، أي أن الرحلة الأولى استغرقت سنتين سجل فيها مشاهداته وملاحظاته بعين فاحصة في يومياته المعروفة برحلة ابن جبير.[1]
- الرحلة الثانية: شرع فيها في أوائل ربيع الأول سنة 585هـ وانتهى منها سنة 586 هـ، ودفعه إليها أنباء استرداد بيت المقدس من الصليبيين من قبل السلطان صلاح الدين الأيوبي سنة 583هـ.[1]
- الرحلة الثالثة: كانت إثر وفاة زوجته التي كان يحبها حبا شديدًا، فدفعه الحزن عليها إلى القيام برحلة ثالثة يروح بها عما ألم به من حزن على فراقها، فخرج من سبتة إلى مكة وبقي فيها فترة من الزمن ثم غادرها إلى بيت المقدس والقاهرة والإسكندرية، حيث توفي فيها سنة 614هـ.[1]

## الكتاب
كتب ابن جبير رحلته بشكل مذكرات يومية، مع كل مشهد وكل بلدة مر بها باليوم والشهر، ولم يكتبها في شكل كتاب بل كانت أوراقًا منفصلة جمعها أحد تلاميذه، ونشرها في كتاب باسم: «تذكرة بالأخبار عن اتفاقات الأسفار»، ومن ثم أطلق عليه في العصر الحديث «رحلة ابن جبير»، لذا صار هذا الكتاب من أهم المصادر الرئيسة للباحثين في كل من التاريخ والجغرافيا والأدب.
بدأ ابن جبير تدوين مشاهداته بعد مضي أكثر من عشرين يوماً على سفرته، فكان يسجلها موثقه باسماء أيام الاسبوع والأشهر العربية والافرنجية على شاكلة طريقة المذكرات الشخصية، على عكس ما قام به ابن بطوطة (ت 779هـ) الذي أملى بعد سنوات من انتهاء رحلته، تفاصيلها على محمد بن جزي الكلبي كاتب السلطان المريني أبي عنان والذي كتبها بأسلوبه أيضًا.

## سبب الرحلة الأولى
يقال: إن أبا سعيد ابن عبد المؤمن أمير الموحدين استدعى ابن جبير يومًا ليكتب عنه كتابا وهو على شرابه المسكر، فناول ابن جبير قدحاً من نبيذ، فأبى ابن جبير تناوله. فأقسم عليه الأمير يمينا مغلظة ليشربنَّ من النبيذ سبعة أقداح، فشربها صاغرًا، ثم ردها عليه أبو سعيد سبعة أقداح مملوءة بالدنانير. وبعد ذلك الذنب أزمع ابن جبير أن يحج تكفيرا عن خطيئته، فخرج من غرناطة سنة 579هـ/ 1183م.

## الرحلة
خرج ابن جبير من بلده غرناطة يوم الخميس 8 شوال 578هـ بصحبة صديقه أحمد بن حسان، قاصدًا أداء فريضة الحج عن طريق البحر، من سبتة إلى صقلية فالإسكندرية، حيث أقام بها مدة، ومال إلى القاهرة ومصر، فتجول بهما، ثم قصد مدينة قوص، ومنها إلى ميناء عيذاب، حيث استقل سفينة أوصلته إلى جدة، ووصف ما لاقاه من أهوال البحر الأحمر الذي كاد يعصف بسفينته، ودخل جدة في أيام أميرها: مكثر بن عيسى، فأقام بها أسبوعاً كاملاً، من ربيع الآخر 579هـ ونحى باللائمة على طريقة ابن عيسى في استيفاء المكوس رغم تحذيرات صلاح الدين وتعويضاته. ومن جدة ركب قافلة حملته إلى مكة، فوصلها يوم 13 ربيع الآخر 579. ووصف كل معالمها وشعائرها وجبالها وأطعمة أهلها، وصب جام غضبه على من جعل حرم المسجد سوقاً للبيع. وأدهشه ما رآه من عادات قبائل السرو اليمنية. وحظي بالدخول إلى الكعبة، ولم يكن ذلك ممنوعاً على الناس، ووصف مراسم الدخول إليها، وتفاصيل مشاهداته فيها. وأقام بمكة ثمانية أشهر، مكنته من كتابة أطول فصول رحلته. ثم قصد المدينة المنورة، ودخلها يوم 30 محرم 580هـ وأقام فيا أقل من أسبوع، ما جعله يوجز في وصف معالم المدينة وحرمها، مستعيناً بما كتبه القدماء. واختار العودة إلى الأندلس من جهة الشام ماراً بنجد، فالكوفة فالحلة فبغداد حيث لبث فيها مدة وجد فيها الفرصة للكتابة عنها، وكان قاسياً في وصف أهلها، ثم قصد بلاد الشام ماراً بتكريت فالموصل، فنصيبين فدنيصر فرأس العين فحران فمنبج فبزاغة فالباب فحلب واصفًا ما جاورها من بلاد الإسماعيلية، ومن حلب إلى قنسرين، فخان التركمان فالمعرة، فحماة فحمص فدمشق، ووصلها يوم 24 ربيع الأول أثناء محاصرة صلاح الدين لحصن الكرك، وأقام في دمشق حتى 5 جمادى الآخرة 580 وكتب نبذة مطولة عن جامعها وقلعتها وعاداتها وأخبار صلاح الدين فيها. وترك دمشق إلى عكا وهي في يد الصليبيين، لركوب البحر مع تجار النصارى، إلى صقلية. ووصف إمارات الصليبيين في الساحل الشامي، وأسرى المسلمين في أيديهم، وما لقيه من الأهوال في البحر حتى وصوله جزيرة صقلية أيام صاحبها غليام. ووصل إلى منزله في غرناطة يوم الخميس 22 محرم 581هـ.

## مقتطفات من رحلة ابن جبير
رسم ابن جبير في كتابه الحياة بكل تجلياتها في القرن السادس الهجري وبداية السابع الهجري في المشرق والمغرب والانطباع الذي خلفته هذه المدن في نفسه والأهمية التي رأي أنها تستحقها، وتسجيل ما شاهده وما كابده في أسفاره، واهتم بذكر التاريخ الذي زار فيه كل مدينة أو مكان مر به بطريق البحر أو البر. كما ذكر المسافات التي تفصل بين تلك الأماكن مقدرة بالأميال أو الفراسخ. وقدم معلومات وافية عن الآثار والمساجد والدواوين والمدارس وغيرها من المعالم المدنية والحضارية ودرس أحوالها، وحرص على تسجيل الماسي التي يتعرض لها المسلمون في بعض المدن والأقطار الواقعة تحت سيطرة الصليبيين.

### مصر
في الإسكندرية وصف ابن جبير ما تعرض له هو ومن معه من المسافرين من تعسف أمناء السلطان؛ إذ قاموا بتدوين أسماء المسافرين وصفاتهم، ولم يكتفوا بذلك، بل طلبوا منهم أداء الزكاة، غير عابئين بأوقاتها وقواعدها الشرعية، ثم أخذوا بتفتيشهم بصورة مذلة إذ أدخلت الأيدي في الأوساط، بحثًا عما عسى أن يكون فيها من مال، وبعد معاناة طويلة سُمح لهم بمواصلة المسير بعد «موقف من الذل والخزي عظيم». وبرر ابن جبير هذه الإجراءات التعسفية في مصر ـ بلاد صلاح الدين الأيوبي ـ بأنها تجري دون علمه.
وفي القاهرة وصف بانبهار مساجدها ومشاهد آل البيت والصحابة، عمارةً وزخرفة، وذكر هيئة أحد خطباء الوعظ بأنه «لابس السواد على رسم العباسية، وهي عبارة عن بُرد سواد عليها طيلسان شرب – حرير... وعمامته سوداء، متقلدًا سيفًا، وعند صعوده المنبر يضرب بنعل سيفه المنبر في أول ارتقائه ضربة يسمع بها الحاضرين كأنها إيذان بالانصات».
كما زار ابن جبير الأهرام، وذكر أن الناس يعتقدون انها قبور عاد وبنيه، ثم شد الرحال إلى الجنوب فوصل الصعيد، حيث رأى أهله يتعرضون إلى تعسف جباة الأموال بصورة أبشع مما تعرضوا له في الإسكندرية، ثم مر بمدينة قنا، التي من مآثرها «صون نساء أهلها والتزامهن البيوت، فلا تظهر في زقاق من أزقتها امرأة البتة»، وكذلك الحال لنساء «دشنة» القريبة من قوص.
وفي عيذاب ينتقد ابن جبير أهل عيذاب (البجاة) انتقادًا شديدًا لأنهم يحمّلون السفن بالحجاج بأكثر مما تستوعب، غير مبالين بما يصنع بهم البحر، طمعًا بالاجور ويقولون: «علينا بالألواح وعلى الحجاج الأرواح»، لذلك ينصح الحجاج بالابتعاد عن طريق مصر بسبب هذه المضايقات والاستعاضة عنه بطريق الشام والعراق.
ويذكر ابن جبير أن الحجاج عندما ينزلون إلى بر عيذاب ويكترون من أهلها الجمال، فإنهم يسلكون بهم طرقًا لا ماء بها لكي «يموتوا عطشًا فيستحوذوا على نفقتهم وما سواها»، لذلك يصف ابن جبير أهل عيذاب بأنهم «فرقة أضل من الأنعام سبيلًا وأقل عقولًا، لا دين لهم سوى كلمة التوحيد»، ذاكرًا أسطورة ـ وافقت هواه ـ يتداولها الناس عن مدينتهم بأن «سليمان اتخذها سجناً للعفاريت».

### الحجاز وتهامة
في مكة وصف ابن جبير المسجد الحرام والأماكن المقدسة، وقرر أن يبقى في المدينة المنورة حتى العام التالي لأداء الحج، حيث كان وصوله بعد موسم حج عام 578هـ، وقام أثناء ذلك بأداء عمرة شهر رجب، ووصف زحام المعتمرين بـ «مرأى الحشر يوم القيامة» لكثرة الخلائق فيه.
ويعيب ابن جبير على أهل الجهات الحجازية استغلالهم الجشع للحجاج برفع أسعار المواد، ويعتقد انهم اتخذوا من بيت الله «معيشة حرام وجعلوه سببًا إلى استلاب الأموال»، متمنيًا أن تصل سيوف دولة الموحدين لهم لتطهيرها من البدع، وزاعمًا أنه «لا إسلام إلا ببلاد المغرب؛ لأنهم على جادة واضحة».
ولاحظ ابن جبير أنه بمجرد بدء شهر رمضان تم تجديد الحصر الموجودة بالمسجد الحرام، والإكثار من إشعال الشموع والقناديل حتى تلألأ الحرم المكي نورًا وسطع ضياء، كما وصف صلاة التراويح بالحرم، فذكر اصطفاف العديد من المصلين خلف الأئمة من المذاهب الأربعة، ولأن ابن جبير كان مالكي المذهب فقد احتفى بذكر الأئمة والقراء المالكية، وما قدمه التجار المالكية من شموع عالية أمام المحراب.
ولم يفته ذكر مسألة السحور في ليالي رمضان في مكة المكرمة، فذكر أن أحد المؤذنين كان يتولى التسحير في الصومعة الموجودة في الركن الشرقي من المسجد الحرام بسبب قربها من دار أمير مكة، فيقوم المؤذن وقت السحور داعيًا ومذكرًا ومحرضًا على السحور، ونصبت في أعلى الصومعة خشبة طويلة في رأسها عود كالذراع وفي طرفيه بكرتان صغيرتان فوقهما قنديلان كبيران من الزجاج يضيئان طوال فترة السحور، فإذا اقتربت نهاية وقته قام المؤذن بإنزال القنديلين من أعلى الخشبة وبدأ في الأذان، ونتيجة لاتساع مساحة مكة المكرمة وبُعد الكثير من منازلها عن المكان الموجود به قنديلا التسحير، يذكر ابن جبير ارتفاع منازل مكة، وهو الأمر الذي جعل الذين لم يسمعوا نداء السحور يشاهدون القنديلين يضيئان أعلى الصومعة فإذا لم يبصروهما عرفوا أن وقت السحور قد انتهى.

### العراق
عندما زار ابن جبير الكوفة وجدها «كبيرة عتيقة البناء قد استولى الخراب على أكثرها» بسبب تقادم الزمن وهجمات قبيلة خفاجة المستمرة عليها، ثم اتجه إلى الحلة ووصفها بأنها «قوية البناء، كثيرة الخلق، متصلة حدائق النخيل داخلًا وخارجًا»، وعندما وصل إلى بغداد وجدها قد «ذهب أكثر رسمها ولم يبق إلا شهير اسمها»، واتهم أهلها بالكبرياء والرياء وازدراء الغرباء، غير أنه غبط بعض فقهاء ومحدثي بغداد على ما أوتي من حظ في العلم كبير.

### الشام
تمر القافلة بنصيبين ودنصير ورأس العين المشهورة بصفاء مائها ولذة أسماكها، وفي حران يلتقي باحد الزهاد الذي يسمى «المكشوف» لانه لايغطي رأسه تواضعاً لله تعالى، كما قرن أهلها بمحبة الغرباء وأثرة الفقراء، ثم نزل بحلب التي سرد رواية تقول ان قلعة المدينة كانت ربوة يأوى اليها إبراهيم الخليل بغنيمات فيحلبها ويتصرف بلبنها فلذلك سميت حلب.
وفي دمشق ـ التي اعتبرها ابن جبير «جنة المشرق ومطلع حسنه المؤنق» ـ وذكر أن بها عشرين مدرسة، وصف بإسهاب جامعها الشهير وأبوابة ومحرابه وصحنه وبلاطاته ومقصوراته الثلاث وصوامعه، ولاحظ في إحدى المقصورات خزانة فيها «مصحف من مصاحف عثمان وتفتح الخزانة كل يوم بعد الصلاة، فيتبرك به الناس بلمسه وتقبيله ويكثر الازدحام عليه»، ويصف ساعة المسجد العجيبة التي تعمل ليل نهار، وهي من صنع رضوان بن الساعاتي.
ثم ترك ابن جبير دمشق إلى بانياس ـ التي استرجعها المسلمون من الصليبين ـ ثم إلى عكا التي مازالت بايديهم. وفي مدينة صور شاهد حفل عرس أفرنجي ووصفه، ثم أعرب عن أساه عندما رأى أسرى المسلمين ـ من الرجال والنساء ـ بيد الصليبين، وهم يرسفون بالقيود «ويصرفون في الخدمة تصريف العبيد» ويكبر في السلطان نور الدين، وأهل التقوى في بلاد الشام، روح الحمية؛ إذ يخصصون الأموال لافتداء الأسارى ويقدمون المغاربة على غيرهم؛ لأنهم لا أهل لهم.

### العودة إلى الديار
ذهب ابن جبير إلى عكا ليستقل سفينة مبحرة إلى صقلية، وكان معه عدد من المسلمين ومجموعة من الفرنج «والنصارى المعروفين بالبلغريين» من حجاج بيت المقدس، «وحاز المسلمون مواضعهم بانفراد عن الفرنج». وصادف وهم في السفينة حلول أحد اعياد المسيحين فاحتفلوا بمناسبته وأسرجت الشموع وصلى بهم القساوسة ووعظوهم بشرائع دينهم.
وحدث أن مات اثنتان من المسلمين ومثلهما من «البلغريين» وتبعهم بعد ذلك خلق كثير، وقد ورث هؤلاء الموتى «رئيس المركب؛ لأنها سنة عندهم؛ إذ لا سبيل لوارث من ميراثه»، وبعد رحلة استغرقت اربعاً وثلاثين يوماً، لا تقل أخطارها عن سابقاتها، وصلوا إلى جزائر «الرمانية» وظلوا أربعة أيام حيث جدد الركاب الماء والزاد وباعهم أهل الجزيرة الخبز واللحم والزيت بأثمان عالية بالرغم من أن الخبز «لم يكن براً خالصاً، وإنما كان خليطاً بالشعير يضرب للسواد».
وبالقرب من مسينا كادوا أن يغرقوا لولا إغاثة ملك صقلية «غليام» لهم، إذ اشرف بنفسه على عمليات الإنقاذ، كما أمر الملك ـ الذي يقرأ ويكتب العربية ـ بدفع أجرة نقل فقراء المسلمين من المركب إلى البر.
وفي بلارمة ـ حاضرة صقلية ـ يصادف عيد الميلاد، ويحتفل به الناس رجالًا ونساءً، ويلاحظ ابن جبير ان زي «النصرانيات [مثل] زي نساء المسلمين، فصيحات الألسن، ملتحفات، متنقبات خرجن في هذا العيد، وقد لبسن ثياب الحرير المذهب والتحفن اللحف الرائعة وانتقبن بالنقب الملونة وانتعلن الأخفاف المذهبة وبرزن.... حاملات جميع زينة نساء المسلمين».
وبعد سفر دام سبعة أيام وصلوا مدينة «اطرابنش»، وصادف وجوده فيها حلول عيد الفطر، الذي احتفل المسلمون من اهلها به، وخرجوا إلى الجامع «بالطبول والبوقات» بحرية تامة دون مضايقة من سكانها النصارى.
ظل ابن جبير مع خمسين رجلاً من المسلمين في جزيرة «اطرابنش» أيامًا تزيد على العشرة، بانتظار ملاءمة الريح لسير السفينة. وفي الحادي والعشرين من ذي الحجة أقلعوا بثلاث سفن، وبعد مخاطر وأهوال رست سفنهم بجزيرة خالطة ثم أقلعت إلى قرطاجنة، ومنها إلى الأندلس، حيث ألقى ابن جبير في النهاية عصاه في غرناطة.

## قيمة الكتاب
استفاد من رحلة ابن جبير كبار المفكرين في الحضارة العربية والإسلامية أمثال العبدري والبلوي والمقريزي والمقري وابن بطوطة، وغيرهم، كما كان مصدرًا مهمًّا للباحثين في مجالات التاريخ والاجتماع والحضارة العربية في القرنين السادس والسابع الهجريين.
يقول آنخل جنثالث بالنثيا في كتابه «تاريخ الأندلس» أن رحلة ابن جبير أشبه ما تكون بمذكرات شخصية ويوميات سفر صيغت بأسلوب بارع وبكلام سهل بسيط الأحاسيس، فكانت رحلته ذات صفة أدبية، مع العناية بالرسم والوصف، والاهتمام بالمعاهد الثقافية وبالمدارس الدينية، ودراسة الأوضاع والعلاقات الاجتماعية، وهذا كله ينمُّ عن موهبة أدبية أصيلة، مما يُضفي على الرحلة صفة التنوُّع والشمول.

## طباعة الكتاب وترجمته
ما زالت في مكتبة جامعة ليدن بهولندا نسخة مخطوطة من رحلات ابن جبير من 210 صفحات كُتبت في مكة سنة 875 هـ (1470 م)، ويبدو أن هذه النسخة قد كُتبت على عجل؛ إذ سقطت منها كلمات في عدة مواضع، وحدث خلط بين بعض الحروف، وافتقر كثير من مواضع المخطوطة إلى التنسيق وعلامات الترقيم.
طبع الكتاب للمرة الأولى كاملًا بالعربية في لندن سنة 1852 بعناية الإنجليزي وليم رايت. ثم اضطلع دي غوي (بالهولندية: M.J. de Goeje) بطباعة نسخة منقحة في ليدن سنة 1907، وترجم الكتاب إلى لغات كثيرة، منها تحقيق أمارى للقسم الخاص بصقلية من الرحلة، ونشره مع ترجمة فرنسية في المجلة الآسيوية، كما اعتمد كرولا على الرحلة في بحثه عن صقلية في العهد النورماندي، ثم قام الإيطالي «كلستينو شيابرلى» (بالإيطالية: Celestino Schiaparelli) بترجمة النص كله ونشره في روما سنة 1906م، وترجمه رولاند برودهيرست (بالإنجليزية: Roland Broadhurst)‏ إلى الإنجليزية ونشره سنة 1952، كما ترجمه إلى الفرنسية موريس غودفروي-ديمومبين (بالفرنسية: Maurice Gaudefroy-Demombynes)‏ في ثلاثة أجزاء نُشرت بين عامي 1949 و1956.

## كتب حديثة حول الرحلة
- مع ابن جبير في رحلته، لعبد القدوس الأنصاري.[5]